# تون أوبرينسين
أنتونيوس أدريانوس هينريكوس أوبرينسين (بالهولندية: Antonius Adrianus Henricus "Toon" Oprinsen)‏ (25 نوفمبر 1910 - 14 يناير 1945) لاعب كرة قدم هولندي راحل كان يجيد اللعب في خط الوسط.
لعب طوال مسيرته الرياضية في نادي إن أي سي بريدا.
مثل منتخب هولندا في مباراة واحدة (1934). شارك مع منتخب هولندا في بطولة كأس العالم 1934 في إيطاليا حيث خرج من الدور الثمن النهائي.

## وصلات خارجية
- تون أوبرينسين على موقع الاتحاد الدولي (مؤرشف)  (الإنجليزية)
- تون أوبرينسين على موقع ناشيونال فوتبول تيمز (الإنجليزية)
- تون أوبرينسين على موقع Soccerway.com (الإنجليزية)
- تون أوبرينسين على موقع عالم كرة القدم.نت (الإنجليزية)

- سيرة ذاتية